# 吴马营乡
吴马营乡，是中华人民共和国山西省朔州市山阴县下辖的一个乡镇级行政单位。

## 行政区划
吴马营乡下辖以下地区：
吴马营村、大洼村、屯港村、东短川村、大坪村、南屯村、尖山村、郭家窑村、阎家窑村、马家河村、前榆林村、黄草梁村、后榆林村、包家岭村和西短川村。